# Bust the Chain
Bust the Chain ist eine 1997 gegründete österreichische Hardcore-Punk-Band aus Niederösterreich, die heute in Wien ansässig ist.

## Geschichte
Gegründet wurde die Band 1997. In ihrer jetzigen Besetzung besteht sie seit 2003. Eine stetige Bühnenpräsenz mit Auftritten in Deutschland und anderen europäischen Nachbarstaaten prägten das Bild der Band. Das erste Album der Band wurde beim Label Madmob veröffentlicht. Der Vertrieb und die Promotion wird vom Berliner Hardcore/Punk-Label und Laden Core Tex übernommen.

## Stil
Der Stil der Band der ist eindeutig dem Old-School-Hardcore-Punk zuzuordnen, speziell dem New York Hardcore. Als Einflüsse nennt die Band selbst Cro-Mags, Agnostic Front, Bad Brains, Leeway und Sick of It All.
Inhaltlich bestimmen ebenso typische Hardcore-Themen rund um die Bewegung, Alltagsprobleme und Politik die Texte der Band.

## Diskografie
- 1997: Taken by My Fire (Album, Vienna Style Records)
- 2003: King of Foolz (EP, Core Tex Records / Rough Trade)
- 2005: Burning Bridges (Album, Mad Mob Records)